# Taenaris timesias
Taenaris timesias är en fjärilsart som beskrevs av Kirsch 1877. Taenaris timesias ingår i släktet Taenaris och familjen praktfjärilar. Inga underarter finns listade i Catalogue of Life.